# Martin de Saujon
Martin de Saujon est un religieux français, abbé de Saujon.

## Biographie
Originaire de Saintes, disciple de saint Martin de Tours à l'abbaye de Marmoutier, il rentre en Saintonge après le décès de son maître pour fonder un monastère à Saujon.
Il est fêté le 8 mai.

## Sources
- Pierre Bouchoulle, Saujon : seigneurie-baronnie et le cardinal de Richelieu, Pacteau, 1965